# Яршевичи
Ярше́вичи (бел. Яршэвічы) — деревня в Воложинском районе Минской области Республики Беларусь. Входит в состав Першайского сельсовета.
До 28 мая 2013 года деревня была в составе Яршевичского сельсовета.

## Описание
Деревня Яршевичи находится в 23-х километрах от Воложина и в 36-ти километрах от Минска. Высота над уровнем моря — 205 метров.
В 2009 году в деревне проживало 87 человек.
В 2012 году старостой деревни была Инна Викторовна Кулик (Іна Віктараўна Кулік).
Название деревни, скорее всего, произошло от названия ближайшей реки Яршевка.
В деревне работают магазин, аптека и учебно-педагогический комплекс «Детский сад — средняя школа». В определённые дни недели оказываются почтовые услуги.
Около деревни находится памятник архитектуры культуры шрихованной керамики — городище раннего железного века. Там было найдено 18 фрагментов штрихованной керамики, обожжённый кремень и шлак, как побочный продукт древней металлургии. В настоящее время городище заросло лесом.
Недалеко от деревни Яршевичи расположен аэродром «Старинки» авиационного предприятия «Дженерал Лайн».

## История
Впервые деревня Яршевичи упоминается в документах конца XV века.
В межвоенное время деревня находилась в составе Польской Республики, Виленского воеводства, Вилейского уезда, с 1927 года в составе Молодечненского уезда гмины Городок.
В начале XX века в деревне был построен униатский деревянный храм, который затем стал Спасо-Преображенской церковью, а с 1919 года — католическим костёлом. Последняя служба в нём прошла в 1947 году, несколько десятилетий спустя храм пришлось разобрать из-за ветхого состояния.
По воспоминаниям местных жителей, возле костёла было три могилы: священника Мороза, инвестора храма, жителя деревни Яршевичи Русецкого и братская могила польских солдат. Сейчас на месте храма осталась надгробная плита «Священник Игнатий Александрович Морозъ ум 28 декабря 1892 г на 84 году жизни Просим Христа молиться».
В 1975 году в деревне проходили съёмки немецко-чехословацкого художественного кинофильма «Я хочу вас видеть». Роли нашлись и для сельчан. Так, ветеран войны Михаил Мацкевич сопровождал партизанский обоз, а учитель немецкого языка Франц Францевич Седой исполнял роль немецкого полковника. Дома, которые попадали в кадр, специально перекрывали соломой, а дом Мацкевичей с красивыми деревянными ставнями стал пристанищем для главного героя киноленты.

## Школа
Школа в деревне была открыта в 1886 году как церковно-приходская, в 1921 году стала семилетней. В 1920—1939 годах деревня Яршевичи в входила в состав Польши, поэтому все учебные предметы в то время преподавались на польском языке, учителя приезжали из Кракова. Во время войны школа была сожжена партизанами, так как использовалась фашистами для размещения своего гарнизона. В 1944 году школа возобновила работу в бывшем панском доме на хуторе Возгинишки, в 1955 году стала средней школой, в 1978 году вернулась в деревню.
В 1978 году в школе было 278 учеников. В 2017 году насчитывалось 54 ученика школы и 26 воспитанников детсада.
В школе действует пионерская дружина «Содружество». Перед зданием школы стоит памятник молодому Владимиру Ульянову.

## Достопримечательности
- Церковь Вознесения Господня.

Построена во второй половине XIX века из бутового камня на восточной окраине деревни. Стиль — ретроспективно-русский.
Богослужения в церкви проводятся с 1863 года. Священниками были Игнатий Мороз (Ігнацій Мароз), Мурашевич (Мурашэвіч), Давидович (Давідовіч), во время войны — Степан Барысевич (Сцяпан Барысевіч).
В 1950-е годы церковь хотели снести, но жители деревни встали на её защиту.

## Насельніцтва
- 1931 год — 321 чалавекi[14]
- 1921 год — 247 чалавек[15]
- 1866 год — 185 чалавек[16]

## Фотографии
- Костёл в деревне Яршевичи
- Яршевичи. Памятник В. Ульянову